# Cathartesaura
Cathartesaura là một chi khủng long, được Gallina & Apesteguía mô tả khoa học năm 2005.